# 米契·莫兰德
米歇爾·奧斯汀·莫蘭德（英語：Mitchell Austin Moreland，1985年9月6日—），為前美國職棒大聯盟的一壘手，生涯曾效力於遊騎兵、紅襪、教士與運動家等隊。

## 業餘生涯
莫蘭德出生和成長在密西西比州的艾默里，曾在艾默里高中就讀，高中時期莫蘭德參加棒球、美式足球和足球三項運動。當時他和德里克·諾裡斯是隊友。高四那年莫蘭德發揮出色，投球成績為7勝1敗、防禦率0.53，打擊率為4成56，整個賽季僅被三振3次。高中畢業後，莫蘭德進入密西西比州立大學。大三那年，他打出了10支全壘打、3成43打擊率的成績，同時作為投手還投出了2勝0敗、防禦率3.46的成績。

## 職業生涯

### 小聯盟生涯

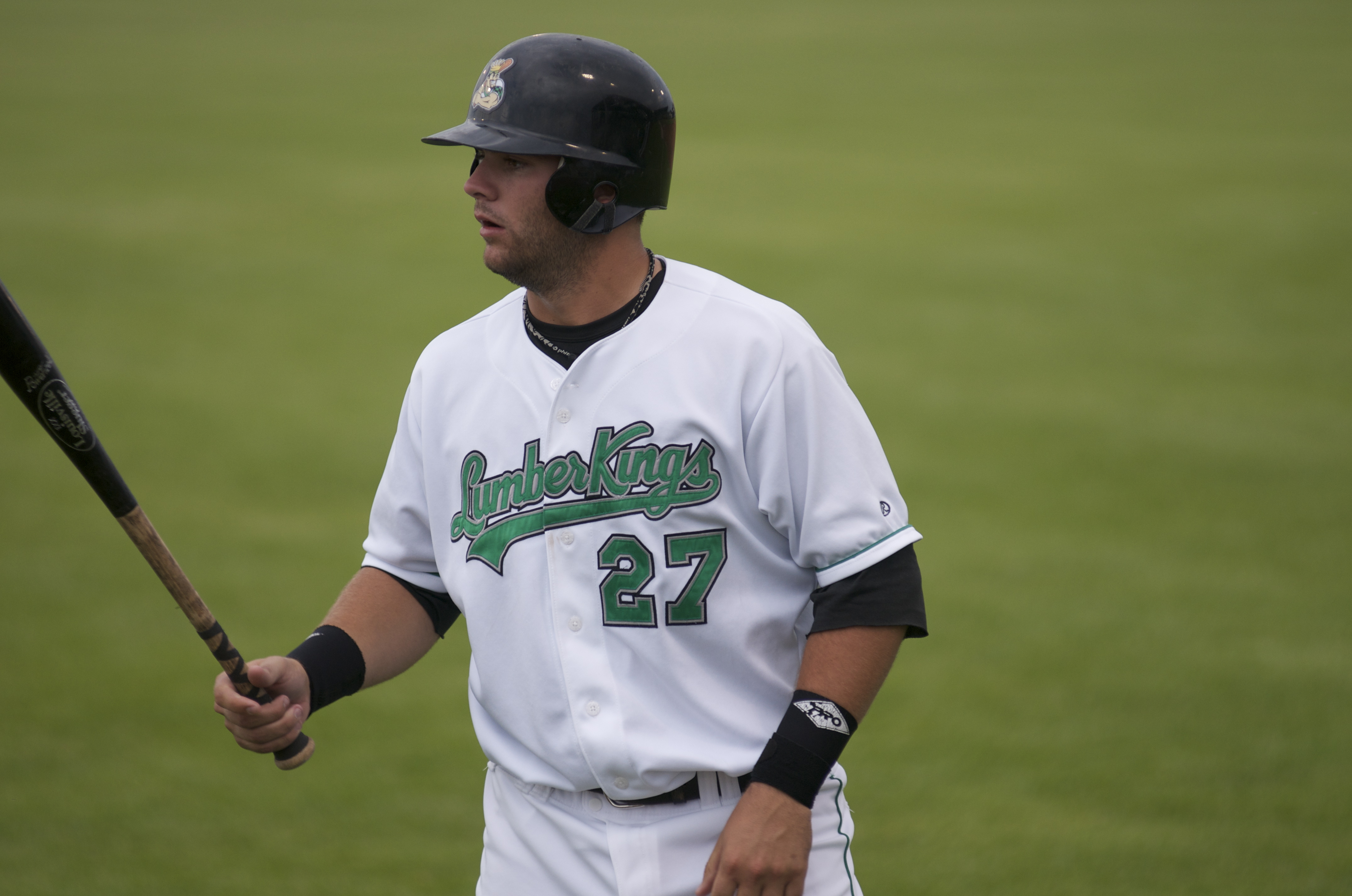
2008年效力於柯林頓伐木王的莫蘭德

莫蘭德在2007年美國職棒大聯盟選秀中第17輪被德州遊騎兵挑中。和球隊簽約後，莫蘭德從短1A的斯波坎印地安人起步，這個賽季他打出2成59打擊率、2支全壘打、15分打點的成績。
2008年莫蘭德進入1A的柯林頓伐木王，整個賽季他的打擊率達到3成26，並有8支全壘打和59分打點。他還入選了該賽季中西部聯盟的全明星賽陣容和季後賽全明星陣容。
2009年莫蘭德分別效力於小聯盟的兩支球隊。他先在高階1A的貝克斯菲爾德火焰打出了3成41打擊率、8支全壘打和26分打點，隨後升入2A的佛利斯柯義勇騎兵，打出了3成26打擊率、8支全壘打和59分打點的成績。賽季結束後他還參加了亞利桑那秋季聯盟的比賽。這個賽季他被球隊評為“湯姆·格里夫小聯盟年度最佳球員”。
2010年遊騎兵隊邀請莫蘭德參加春訓。之後他進入3A的奧克拉荷馬紅鷹效力，打擊率2成89。

## 個人生活
莫蘭德於2011年9月13日與蘇珊娜·希金斯結婚，他們現在擁有兩個兒子和一個女兒。

## 外部鏈接
- 球員資訊和成績在MLB ，ESPN ，Retrosheet ，Baseball Reference ，Baseball Reference (Minors) ，Fangraphs ，The Baseball Cube （英文）, 或Retrosheet （页面存档备份，存于）
- 米契·莫兰德在台灣棒球維基館上的頁面（繁體中文）